# Parasophronica strandiella
Parasophronica strandiella là một loài bọ cánh cứng trong họ Cerambycidae.